# Grigory Ivanovich Kulik
Grigory Ivanovich Kulik (tiếng Nga: Григорий Иванович Кулик; 9 tháng 11 năm 1890 - 24 tháng 8 năm 1950) là một Nguyên soái Liên bang Xô viết được phong ngày 7 tháng 5 năm 1940.
Kulik sinh ra trong một gia đình nông dân gần Poltava ở Ukraina.
Sự nghiệp quân nhân của ông bắt đầu từ khi trở thành lính pháo binh trong quân đội Đế quốc Nga trong Chiến tranh thế giới thứ nhất. Năm 1917, ông tham gia Đảng Bolsevik. Năm 1918, ông gia nhập Hồng quân Liên Xô. Trong Nội chiến, ông là sĩ quan chỉ huy pháo binh và là người thân cận với Kliment Voroshilov. Sau nội chiến, Kulik được Joseph Stalin chú ý và cất nhắc. Mặc dù không chứng tỏ được tài năng chỉ huy pháo binh, nhưng ông vẫn được đề bạt đến vị trí Thứ trưởng thứ nhất Bộ Quốc phòng khi đó Voroshilov là Bộ trưởng. Sau đó, ông được bổ nhiệm làm tư lệnh binh chủng pháo binh của Hồng Quân. Trong cương vị này, ông đã không tán thành phát minh về Katyusha.
Kulik góp công trong chiến tranh chiếm đóng Ba Lan và Chiến tranh Mùa Đông chống lại Phần Lan năm 1939, nhờ vậy được phong Nguyên soái năm 1940.
Tuy nhiên, trong Chiến tranh thế giới thứ hai, do yếu kém trong chỉ huy chiến đấu dẫn tới Leningrad bị quân Đức bao vây, Kulik bị cách chức Tư lệnh binh chủng pháo binh và chức Tư lệnh tập đoàn quân số 54 ở quân khu Leningrad, giáng quân hàm xuống Thiếu tướng. Ông tiếp tục giữ các chức vụ: Tư lệnh tập đoàn quân cận vệ số 4, Tư lệnh quân khu Volga.
Ngày 11-1-1947, ông và các tướng V.N. Gordov, F.T. Rybalchenko bị NKVD điều tra về tội "âm mưu lập nhóm phản cộng chống lại nhà nước Liên Xô". Ngày 23-8-1950, Tòa án Moskva tuyên cả ba người chịu án tử hình. Bản án được thi hành bằng hình thức xử bắn vào ngày hôm sau. Ngày 11-4-1956, Tòa án quân sự tối cao Liên Xô phúc thẩm vụ án chống lại G.I. Kulik, V.N. Gordov, F.T. Rybalchenko và tuyên bố, không có bằng chứng thuyết phục cho thấy ba người này chống lại chính quyền Xô Viết. Căn cứ phán quyết của tòa án, ngày 28-9-1957, Đoàn Chủ tịch tối cao Liên Xô ra nghị quyết phục hồi danh dự, trả lại cấp bậc Nguyên soái Liên Xô, danh hiệu Anh hùng Liên Xô và các phần thưởng khác cho G. I. Kulik.